# Grez-Doiceau
Grez-Doiceau (in olandese Graven, in vallone Gré) è un comune belga di 12 473 abitanti, situato nella provincia vallona del Brabante Vallone.